# Кемпер (футбольний клуб)
«Кемпер» (фр. Quimper KFC) — французький футбольний клуб з однойменного міста, заснований 1905 року. Приймає своїх суперників на «Пенвільє», що вміщує 10 000 глядачів.
Клуб має також жіночу команду, яка на відміну від чоловічої, має досвід виступів у вищому французькому дивізіоні.

## Історія
Клуб був заснований в 1905 році і тривалий час грав у регіональних лігах, вигравши чемпіонат Бретані у 1924, 1926, 1928, 1933, 1938, 1949 та 1962 роках.
У 1970 році клуб отримав професіональний статус і став виступати у другому дивізіоні, де з невеликими перервами провів два десятиліття (1970—1972, 1974—1975, 1976—1982 та 1983—1990). У цей період також клуб здобув найбільший успіх — в Кубку Франції 1987/88 «Кемпер» досягнув стадії чвертьтфіналу.
1990 року клуб остаточно вилетів з другого дивізіону і до 1997 року грав у третьому дивізіоні, після чого через фінансові проблеми клуб було відправлено до сьомого за рівнем дивізіону країни і в подальшому «Кемпер» грав виключно на аматорському рівні.
2000 року команда змінила назву на «Стад Кемперуа 2000» (фр. Stade Quimpérois 2000), а 2008 року, об'єднавшись із клубом Étoile Sportive de Kerfeunteun, клуб отримав назву Quimper Kerfeunteun Football Club.

## Зміна назв
- 1905—1987 : Stade quimpérois
- 1987—2000 : Quimper Cornouaille Football Club (Quimper CFC)
- 2000—2008 : Stade quimpérois 2000
- з 2008: Quimper Kerfeunteun Football Club (Quimper KFC)